# Redes sociales y psicología

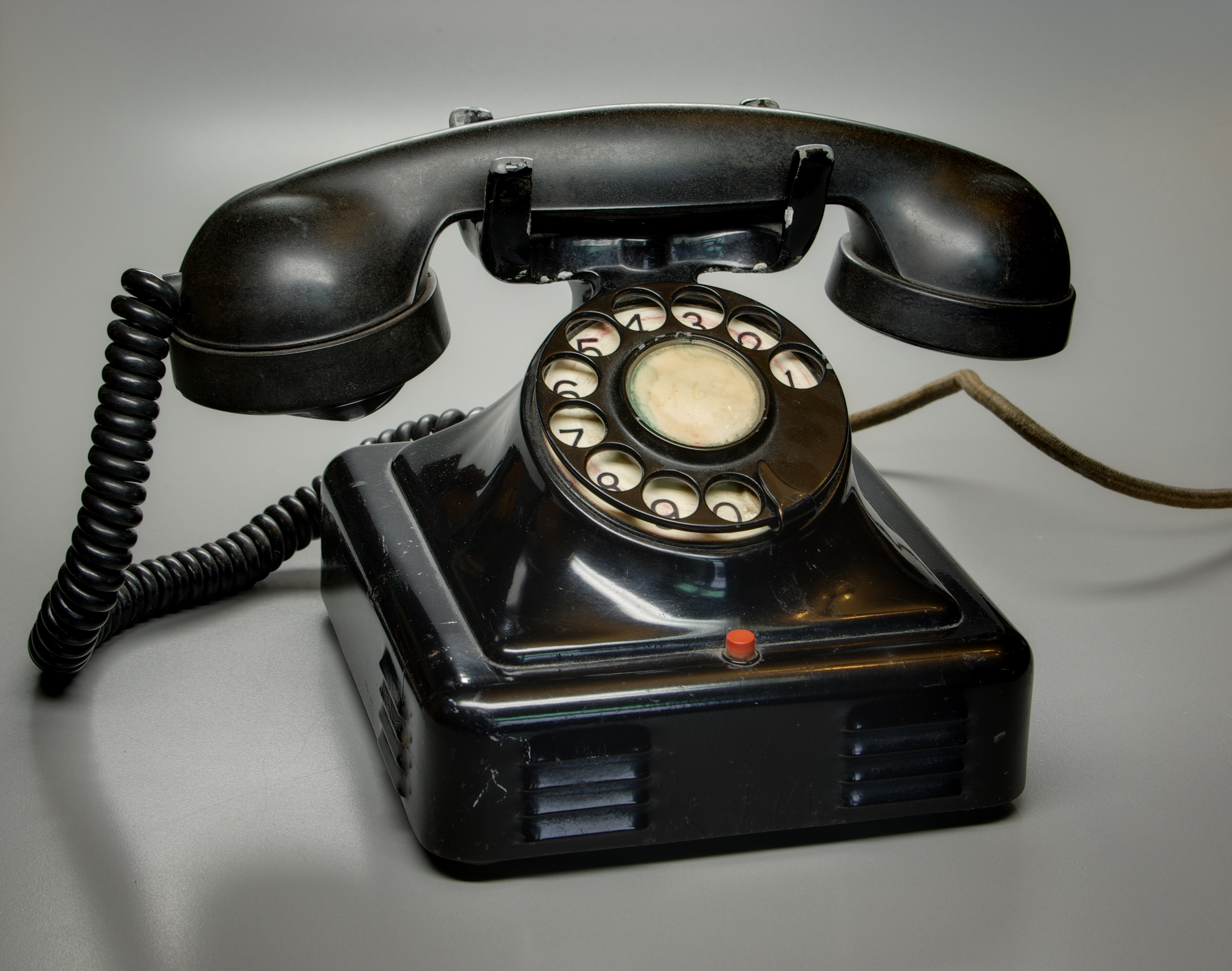
aeiou123

Las redes sociales comenzaron en forma de comunidades generalizadas por internet. Estas comunidades en línea se formaron en sitios web como Geocities.com en 1994, Theglobe.com en 1995 y Tripod.com en 1995. Muchas de estas primeras comunidades se centraron en la interacción social al unir a las personas mediante el uso de salas de chat. En las salas de chat, se animaba a los miembros a intercambiar información personal, pensamientos e incluso páginas web personales entre sí. Más tarde, el sitio de redes sociales Classmates intentó un enfoque diferente, permitiendo únicamente que los miembros se pusieran en contacto entre sí a través del correo electrónico. A finales de la década de 1990, los sitios web de redes sociales comenzaron a implementar herramientas cada vez más sofisticadas para ayudar a los usuarios a localizar y gestionar a sus amigos. La aparición de SixDegrees.com en 1997, Makeoutclub en 2000, Hub Culture en 2002 y Friendster en 2002 marcaron el inicio de esta generación actual de sitios web de redes sociales.  Sin embargo, el primer sitio web rentable de redes sociales a gran escala fue el servicio de Corea del Sur, Cyworld . Cyworld comenzó como un sitio web basado en un blog en 1999, y las características de las redes sociales se añadieron al sitio en 2001. Otras redes sociales como Myspace, LinkedIn y Bebo aparecieron entre 2002 y 2005. En 2009, la red social Faceboook (lanzado en 2004) se convirtió en el sitio web de redes sociales más grande del mundo. Los usuarios activos de Facebook pasaron de un millón en 2004 a más de 750 millones en 2011. Las redes sociales basadas en Internet se han convertido en un fenómeno tanto cultural como comercial;

## Psicología de las redes sociales.

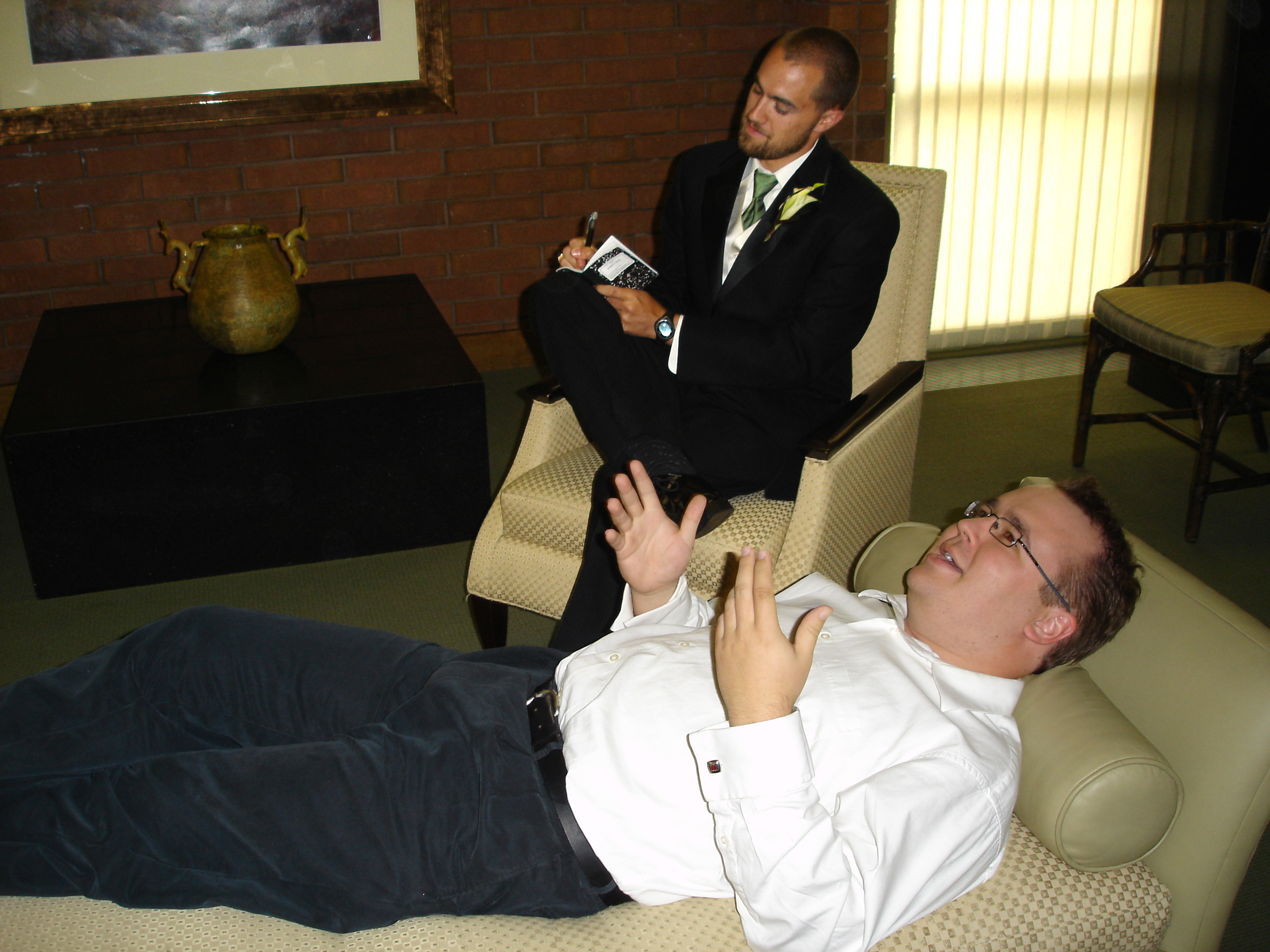

Una red social es una estructura social compuesta por individuos u organizaciones que se comunican e interactúan. Las redes sociales, como Facebook, Twitter, Instagram, Pinterest y LinkedIn, se definen como plataformas tecnológicas que ayudan a los usuarios a establecer y mantener relaciones. Según una investigación, los alumnos de secundaria utilizan las redes sociales para comprobar lo que hacen sus compañeros, subir imágenes y comunicarse con sus amigos. El comportamiento humano relacionado con las redes sociales está influenciado por importantes diferencias individuales. Lo que significa que las personas varían sistemáticamente en la cantidad y calidad de sus relaciones sociales. Dos de los principales rasgos de personalidad que son responsables de esta variabilidad son los rasgos de extraversión e introversión. La extraversión se refiere a la tendencia a ser socialmente dominante, ejercer liderazgo e influencia sobre los demás. Por otro lado, la introversión describe la tendencia de una persona a evitar por completo las situaciones sociales debido a sentimientos de ansiedad social y/o timidez, lo que puede conducir a una disminución del número de posibles conexiones. Estas diferencias individuales pueden resultar en diferentes comportamientos psicológicos por el uso de redes sociales. Otros factores psicológicos relacionados con las redes sociales son: la depresión, la ansiedad, el apego, la identidad propia y la necesidad de pertenecer.

### Neurociencia
La autorreferencia cognitiva y el procesamiento de la recompensa social son tres áreas de la cognición social que se refuerzan en el cerebro como preparación para el uso de las redes sociales.
Para que alguien publique algo, tiene que considerar cómo respondería su audiencia, mientras que la audiencia tiene que considerar las intenciones detrás del contenido. Ambas partes analizan los pensamientos y sentimientos del otro, que se basan coherentemente en múltiples sistemas de red del cerebro. Estas son: la corteza prefrontal dorsomedial, la unión temporoparietal bilateral, los lóbulos temporales anteriores, las circunvoluciones frontales inferiores y la corteza cingulada posterior . Todas estas tecnologías están diseñadas para ayudar al análisis de las acciones e ideas derivadas de los medios sociales.

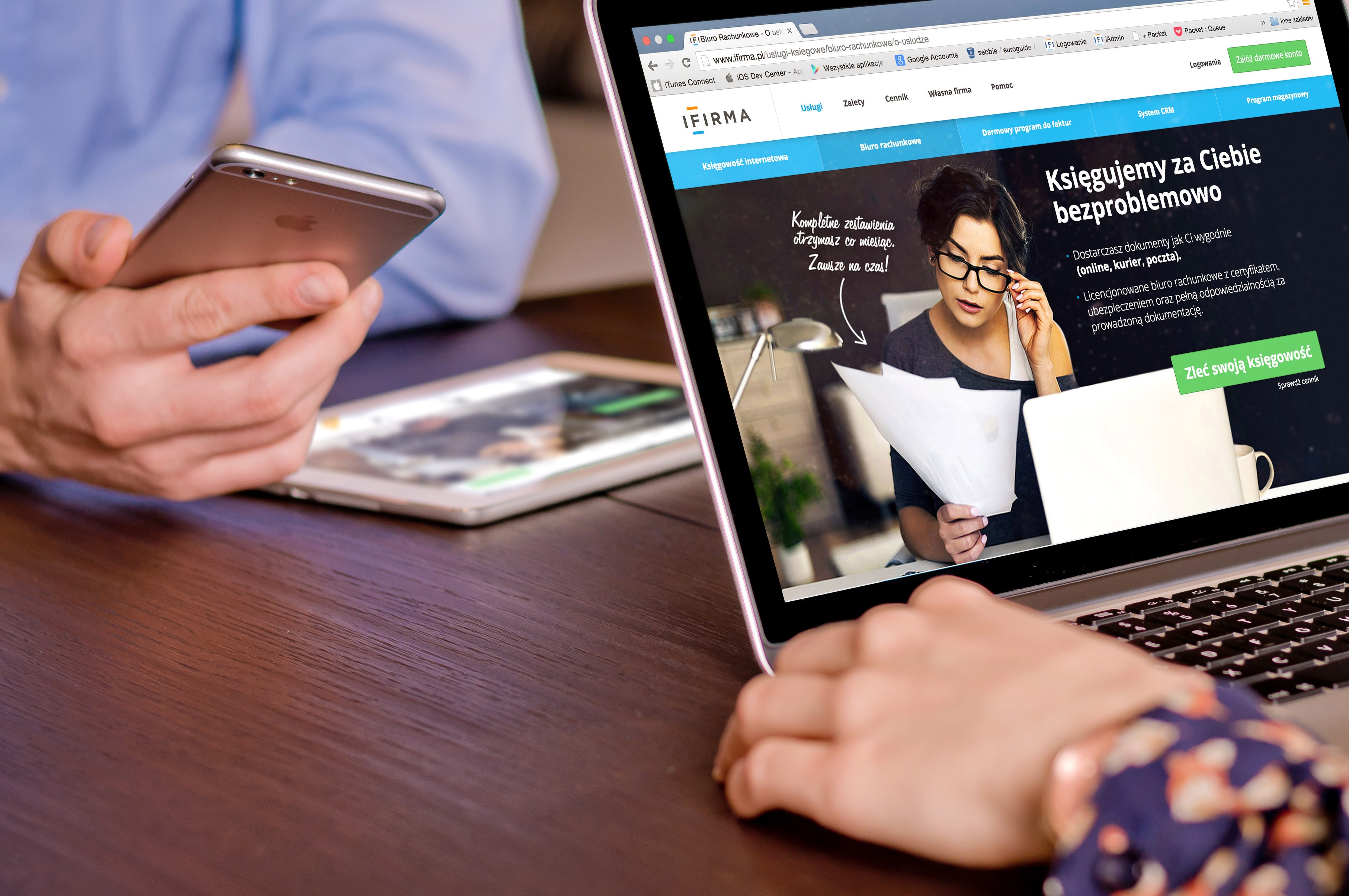
Las redes sociales hacen que las personas realicen múltiples tareas y pasen más tiempo en línea

El uso de las redes sociales exige mucha autorreflexión. Para expresarse y mostrar su pasado y su presente, la gente utiliza redes sociales como Facebook y Twitter. En otras palabras, como dijo Bailey Parnell en su Ted Talk, "estamos mostrando nuestro momento culminante" (4). Al recibir comentarios de otros, obtenemos una autoevaluación más reflejada y luego comenzamos a comparar nuestros comportamientos sociales o nuestros "historias destacadas" con otros usuarios. El pensamiento autorreferencial implica actividad en la corteza prefrontal medial y la corteza cingulada posterior. El cerebro utiliza estos sistemas particulares cuando piensa en uno mismo.
Además, el flujo constante de beneficios que ofrecen las redes sociales nos hace volver por más. El córtex prefrontal ventromedial, el cuerpo estriado y el área tegmental ventral del cerebro se activan cada vez que recibimos un "me gusta" o un nuevo seguidor.
Estas áreas del cerebro se fortalecen mientras que otras partes del cerebro comienzan a debilitarse. Abrir una pestaña o utilizar dos dispositivos a la vez hace que cambiar de tarea sea un juego de niños gracias a la tecnología moderna, que promueve la multitarea en todos los aspectos de nuestra vida. La memoria, especialmente la de largo plazo, es la función principal del hipocampo en el cerebro. En un estudio realizado por Russell Poldark, profesor de UCLA, encontraron que "para la lecciones aprendidas sin distracciones, el hipocampo estuvo involucrado. Sin embargo, para la lecciones aprendidas con la distracción a causa de los sonidos, el hipocampo no intervino; pero sí lo estaba el estriado, que es el sistema cerebral que subyace en nuestra capacidad para aprender nuevas habilidades". El estudio concluye que la multitarea nos obligará a confiar más en el estriado que en el hipocampo, lo que provocará un cambio en nuestra forma de aprender. Esta parte del sistema de recompensa del cerebro se ha relacionado con el cuerpo estriado. Para que el cerebro sea más eficaz, el cerebro potenciará las neuronas del cuerpo estriado y debilitará las del hipocampo. Nos resulta más difícil procesar nuevos conocimientos porque nuestro cerebro empieza a depender más del estriado que del hipocampo. Nicholas Carr, autor de Superficiales: ¿Qué está haciendo Internet con nuestras mentes?, está de acuerdo con: "Lo que los psicólogos y científicos del cerebro nos dicen sobre las interrupciones es que tienen un efecto bastante profundo en la forma en que pensamos. Se vuelve mucho más difícil mantener la atención, pensar en una cosa durante un largo período de tiempo y pensar profundamente cuando te llegan nuevos estímulos durante todo el día. Sostengo que el precio que pagamos por estar constantemente inundados de información es la pérdida de nuestra capacidad de ser contemplativos y de involucrarnos en el tipo de pensamiento profundo que requiere que te concentres en una cosa".

### Depresión
Las redes sociales han adquirido una nueva perspectiva para las generaciones más jóvenes de la sociedad actual. Las redes sociales son el entorno en el que nacen y crecen las nuevas generaciones, y son la base de la sociedad moderna. Las redes sociales tienen sus inconvenientes cuando se trata de la depresión y la salud mental. Muchos usuarios suelen comparar sus vidas con respecto a lo que ven en estas plataformas. En un artículo ¿Las redes sociales causan depresión? por Child Mind Institute, Miller afirma que "varios estudios, los usuarios adolescentes y adultos jóvenes que pasan la mayor parte del tiempo en Instagram, Facebook y otras plataformas han demostrado tener tasas sustancialmente más altas (del 13 al 66 por ciento) de depresión comparado con los que dedicaron menos tiempo". El estudio muestra cómo Facebook e Instagram son plataformas que muestran la vida cotidiana o los estilos de vida, o menos satisfactorios o menos satisfechos o más ostentosos o superficiales de sus usuarios. En lugar de fomentar un sentido de cohesión social, existe la creencia generalizada de que las personas intentan crear una versión idealizada de sus vidas mediante la manipulación de imágenes y otros medios. Esto provoca una sensación de depresión por el peso que provoca el juego de comparación. Estos estilos de vida idealizados causan infelicidad en los jóvenes porque les hacen cuestionar sus propios valores y su sentido de la identidad. Esto conduce a una espiral descendente. Plataformas como Facebook e Instagram tienen secciones de comentarios que permiten a los usuarios expresar sus opiniones sobre las publicaciones e historias, lo que puede dar lugar a comentarios inapropiados y sarcásticos que pueden causar problemas de salud mental.
Los investigadores observaron una conexión entre el aumento del uso de Internet y la disminución de la interacción social y el bienestar psicológico fuera de la red cuando Internet empezó a ganar popularidad. Los investigadores explicaron estos resultados con la hipótesis de que Internet favorece las relaciones de baja calidad. Como resultado a la aparición de las redes sociales en línea, ha habido una creciente preocupación por una posible relación entre las actividades de los individuos en estos foros y los síntomas de la psicopatología, en particular la depresión .
Se ha descubierto que los síntomas depresivos se correlacionan positivamente con el tiempo que se pasa en las redes sociales.  El uso de las redes sociales como medio de comparación social, que conduce a un sesgo de comparación social, es una posible razón de esta correlación. Los adolescentes que usaron Facebook e Instagram para compararse y buscar tranquilidad en otros usuarios experimentaron más síntomas depresivos. No obstante, es probable que los efectos de la comparación social en los sitios de redes sociales estén influenciados por las personas con las que interactúan en esos sitios. Se observó una relación entre el uso de Instagram y los síntomas de depresión en aquellos que seguían a una mayor proporción de desconocidos en la plataforma de medios sociales que en los que no lo hacían.
Las redes sociales en línea y la depresión han obtenido resultados contradictorios en los estudios. Por ejemplo, algunos estudios han revelado que las personas que experimentan sentimientos de inferioridad pueden optar por publicar estos pensamientos en las redes sociales en lugar de buscar ayuda de un médico. Por ejemplo, Banjanin y colegas (2015), encontraron una relación entre el aumento del uso de Internet y los síntomas depresivos, pero no encontraron una relación entre el tiempo dedicado a los sitios de redes sociales y los síntomas depresivos. Varios otros estudios tampoco han encontrado una relación entre las redes sociales en línea y la depresión. Según las investigaciones, no se muestran ninguna correlación entre el uso de los medios sociales y la salud mental, los jóvenes deberían tener siempre acceso a un apoyo para evitar cualquier daño a la salud mental. Todavía no está clara la relación entre la depresión y el uso de las redes sociales. El estudio actual sobre este tema se aplicó a adolescentes de entre 13 y 18 años y examinó la depresión, la ansiedad o el malestar psicológico utilizando herramientas validadas. Betul y colegas,

### Suicidio
Un artículo de la revista de la Academia Estadounidense de Pediatría menciona que el acoso cibernético puede conducir a "resultados psicosociales profundos que incluyen depresión, ansiedad, aislamiento severo y, trágicamente, suicidio". (800–804). Esto introduce la relación entre las redes sociales y el suicidio . El ciberacoso en las redes sociales tiene una fuerte correlación con las causas del suicidio entre adolescentes y adultos jóvenes. Los resultados de un estudio realizado por Hinduja y Patchin que examinaron una gran población de adolescentes en edad de escuela secundaria, encontraron que aquellos que experimentaron ciberacoso tenían el doble de probabilidades de intentar o consumar un suicidio. En un estudio realizado por el Suplemento sobre delincuencia escolar de 2019 de la Encuesta Nacional sobre Victimización por Delincuencia (Centro Nacional de Estadísticas Educativas y Oficina de Justicia) se indica que a nivel nacional alrededor del 16 % de los estudiantes en los grados 9 a 12 sufrieron ciberacoso cuando llegan o están a la escuela secundaria. El famoso caso de Amanda es solo uno más entre muchos casos de ciberacoso que conducen al suicidio, estos casos llaman nuestra atención porque todas las plataformas de redes sociales son lo suficientemente capaces de empujar, especialmente a los jóvenes, a tomar estas severas medidas. Las prohibiciones repetidas en India, China y otros países en la plataforma de redes sociales, TikTok, plantean una pregunta: ¿Deberíamos tener miedo de TikTok? La plataforma Ask.fm ha mostrado repetidamente este lado oscuro de las redes sociales donde los adolescentes reciben comentarios como 'suicidate, te ves tan feo' de manera casual. Hay casos de mensajes de odio dirigidos que llevan a la(s) víctima(s) a quitarse la vida. La facilidad de alejarse de las consecuencias de las propias palabras se hace conveniente desde las redes sociales. El acecho, el ciberacoso, las autolesiones y el suicidio son efectos directos de las funciones de como compartir la ubicación en vivo, etc. en plataformas sociales como SnapChat, Facebook, etc. Las redes sociales están diseñadas de una manera para que las personas comparten sus datos privados, lo que las hace propensas a situaciones dañinas y un blanco fácil para los depredadores.

### Ansiedad
La ansiedad es una emoción humana, caracterizada por sentimientos de tensión, preocupación y pensamientos anticipatorios sobre eventos futuros. Aunque puede ser algo útil en ciertos contextos , y cuando es frecuente, intensa o persistente se puede volver un trastorno de ansiedad. Hay varios detonantes de ansiedad presentes en  las redes sociales, como lo son la comparación constante, la presión por aprobación y la hipervigilacia digital.

### El Apego
La teoría del apego es un concepto de la psicología que pretende describir los vínculos interpersonales que tienen los seres humanos a lo largo de su vida. Los cuatro estilos de apego más comúnmente reconocidos en adultos son: seguro, ansioso-preocupado, desdeñoso-evitativo y temeroso-evitativo. Los científicos se han interesado por el fenómeno de las personas que recurren a las redes sociales para satisfacer sus necesidades de apego como consecuencia de la rápida expansión de estos sitios. Se ha descubierto que el estilo de apego está muy asociado al uso de las redes sociales y a la orientación en Facebook. Además, se ha descubierto que la ansiedad por el apego predice una menor búsqueda de comentarios y uso de Facebook, mientras que la evitación de los archivos adjuntos predice una menor búsqueda y uso de comentarios. El estudio indicó que los individuos ansiosos comentan, dan "me gusta" y publican con más frecuencia. Además, los autores sostienen que las personas nerviosas realizan más actividades en las redes sociales porque están motivadas para buscar comentarios favorables de los demás. Según las conclusiones, los que utilizan las redes sociales para llenar estos huecos suelen estar insatisfechos y se aíslan aún más al disminuir su tiempo de conexión cara a cara.

### Identidad propia
La identidad propia, también conocida como autoconcepto, puede definirse como el conjunto de creencias de un individuo sobre sí mismo. También se define como la respuesta de un individuo al "¿Quién soy yo?". Especialmente para los adolescentes y los adultos jóvenes, los medios sociales permiten la exploración y la formación de la identidad propia. En comparación con otras etapas del desarrollo, la mayor parte de la exploración de la identidad en línea se produce durante la adolescencia temprana.  Los investigadores han identificado algunas de las formas más comunes en que los adolescentes exploran tempranamente su identidad mediante la autoexploración (p. ej., para investigar cómo reaccionan los demás), la compensación social (p. ej., para superar la timidez) y la facilitación social (p. ej., para facilitar la formación de relaciones). Además, los adolescentes más jóvenes son más propensos a utilizar Internet para comunicarse con desconocidos y entablar nuevas relaciones, mientras que los adolescentes de más edad son más propensos a socializar con sus amigos actuales. Las personas tienen una gran necesidad de afiliación social, pero les resulta difícil establecer conexiones sociales en el mundo exterior, y los medios de comunicación social pueden ofrecer una sensación de conexión que satisfaga sus necesidades de pertenencia, retroalimentación social y validación social..
Entre las diversas ideas que engloban la autoidentidad, la autoestima y la imagen propia, la relación entre la imagen corporal y el uso de los medios sociales es la que más atención ha recibido. Hay pocas investigaciones que han estudiado la asociación directa entre la exposición a Internet y la imagen corporal, a pesar de la presencia de los medios sociales. En un estudio se recogieron datos de investigación sobre el uso de las redes sociales en línea y la imagen corporal de más de 150 estudiantes de secundaria. Los estudiantes reportan pasar un promedio de dos a tres horas al día en las redes sociales, lo que se ha relacionado con una internalización de los estándares de delgadez, la insatisfacción con el peso y el deseo de ser delgados. En un estudio más reciente que se enfocó más específicamente en el uso de Facebook en más de 1,000 niñas de secundaria, se encontró la misma asociación entre la cantidad de uso y la insatisfacción corporal, y los usuarios de Facebook informaron niveles significativamente más altos de insatisfacción corporal que los no usuarios. Las investigaciones actuales indican una correlación negativa entre la autoestima de los adolescentes y el uso de las redes sociales. En otras palabras, cuanto mayor es el uso de los medios sociales por parte de un adolescente, mayor es la probabilidad de que se sienta negativamente sobre su apariencia.
Los tipos de participación en las redes sociales pueden afectar de manera diferente la autoestima en los jóvenes. Hay una comprensión social no dicha en las redes sociales que hace que las personas se muestren como ''poco divertido' o 'desesperado', ya que una investigación de estudio señala que se predice que dar 'me gusta' y comentar en las publicaciones de otros reduce la apariencia de autoestima. La autoestima de las mujeres jóvenes se ve reducida como consecuencia del uso de las redes sociales. Las redes sociales han exacerbado los efectos nocivos de los estándares de belleza que muchas mujeres y niñas se sienten presionadas a cumplir. Esto los ha llevado a verse más afectados negativamente por las redes sociales y a arremeter contra el uso del dispositivo. Según el estudio realizado en Italia con estudiantes de 11, 13 y 15 años, “las niñas reportaron mayor cibervictimización y uso problemático de las redes sociales que los niños (9,1% vs 6,0% y 10,2% vs 6,1%, respectivamente)."  Las redes sociales han creado una nueva lente en la que muchas personas se miran a sí mismas y crean estándares poco realistas para ellos. Los descubrimientos resaltan el requisito de un examen futuro para analizar el uso de los medios en línea de manera más matizada, ya que las prácticas explícitas de los medios basados en la web, en lugar de la recurrencia general de la utilización, pueden influir de manera contrastante en la prosperidad. Los usuarios, tutores, expertos y legisladores de las redes sociales en línea deben ser conscientes de que los diferentes tipos de uso de las redes sociales pueden disminuir o mejorar la autoestima de los niños y adolescentes.

### Narcisismo y uso de las redes sociales
Un tipo de enfermedad de la personalidad es el trastorno narcisista de la personalidad. Este trastorno se ha relacionado con un sentido inflado de autoestima y una necesidad de atención excesiva. Como muchos trastornos, existen diferentes versiones del narcisismo. (1) Grandioso; típicamente arrogante, un mayor sentido de derecho y la creencia de que son mejores que todos y todos lo saben. (2) maligno; similar a grandioso, pero a medida que uno intenta levantarse, no le preocupa destruir a otros en el proceso. (3) encubierto; arrogancia mezclada con tendencias altamente ensimismadas. Incapacidad para aceptar la responsabilidad y una víctima crónica del mundo y finalmente (4) comunal; ensimismados y necesitan reconocimiento por el bien que hacen, mientras que normalmente el bien que hacen es todo para mostrar y no genuino.
Existe una conexión directa entre las redes sociales y el trastorno de la personalidad narcisista . De acuerdo a las estudios, existe un vínculo entre el narcisismo y las motivaciones de las redes sociales, como la búsqueda de elogios por el contenido y el aumento de los seguidores. Se ha sugerido que los narcisistas creen que su contenido es de mayor calidad, y como resultado publican más en las redes sociales.
Ha habido muchos estudios hasta la fecha, todos típicamente utilizando análisis predictivos y encuestas que requieren participantes para autoinformar el uso de las redes sociales. Es importante mencionar esto ya que la honestidad de los participantes al responder a las preguntas tiene un impacto directo en los resultados.
En 2016, McCain y Campbell descubrieron que el narcisismo estaba vinculado a un mayor número de publicaciones, más tiempo dedicado a las redes sociales y más amigos/seguidores en sus plataformas. Andreassen, Pallesen y Griffiths descubrieron en 2017 que el narcisismo puede estar conectado con la adicción a las redes sociales.
La mayoría de las investigaciones han encontrado una correlación positiva entre el narcisismo y la autodeclaracion del uso de las redes sociales. Sin embargo, en general, todavía hay variación en los resultados y se necesitan estudios continuos que investiguen cómo el narcisismo se relaciona con el uso de las redes sociales.

## La visión que crean los medios de comunicación social
Un estudio del Washington Post de 2017 encontró que el 55 % de las personas que se sometieron a una cirugía plástica lo hicieron para verse mejor en las selfies. El auge de las redes sociales ha creado un entorno en el que los individuos se ven a sí mismos a través de un lente distinto. Esta lente puede revelar si el individuo se considera merecedor y si cumple las condiciones para integrarse en la sociedad contemporánea. El mencionado estudio del Washington Post demuestra que las redes sociales son, en esencia, un lugar en el que los individuos se comparan continuamente y se esfuerzan por mejorar su apariencia en línea. No hay una única lente que las personas utilicen para compararse, sino que pueden examinarse a través de cualquier lente adecuada que se aplique a sus vidas. Esta es la razón por la que las personas que provienen de entornos más pobres y familias separadas tienen más probabilidades de abusar de las redes sociales. Según el estudio Factores Sociodemográficos y Uso de las Redes Sociales en Niños de 9 años: el Estudio de la Generación R, los niños de entornos más pobres o hogares desestructurados tienen una probabilidad significativamente mayor de abusar de las redes sociales y usarlas. En el estudio se descubrió que sus vidas se veían más afectadas negativamente que las de los niños de hogares más ricos y estables. Esto se debe a que utilizan las redes sociales como vía de escape o a que perciben las redes sociales a través de su propia lente y crean problemas de salud mental cuando ven a personas con lo que perciben como mejores estilos de vida.
Vivir con Evaluaciones Diarias
Debido a que las redes sociales juegan un papel tan importante dentro de la sociedad, nuestra vida cotidiana está llena de evaluaciones constantes basadas en los comentarios que recibimos en las redes sociales. Blake Hallinan y Jed R. Brubaker (2021) analizan la importancia del botón "Me gusta" en las plataformas de redes sociales, como Facebook, Instagram y Twitter, como una forma de evaluación en línea. Explican que el botón "Me gusta" es más que una simple actualización de estado positivo o bueno, sino que ahora se interpreta como una "moneda para la autoestima y la pertenencia" (p.1). Los investigadores realizaron entrevistas en profundidad a veinticinco artistas autoidentificados que utilizan activamente Instagram para mostrar sus obras de arte con el fin de comprender mejor cómo los usuarios de las redes sociales interpretan los "me gusta" que reciben en sus cuentas. Hallinan y Brubaker explican que eligieron entrevistar a los artistas porque los artistas se enorgullecen mucho de su trabajo y pueden verse significativamente influenciados por los comentarios que reciben. La entrevista consistió en preguntas sobre las obras de arte, la experiencia y el conocimiento de Instagram de los participantes, y su interpretación del botón Me gusta de las redes. Según las respuestas de los entrevistadores, los investigadores descubrieron que algunos participantes no se vieron afectados por la cantidad de "me gusta" que recibieron de las publicaciones de su obra de arte. Sin embargo, encontraron que los artistas que se vieron profundamente afectados por los comentarios en sus publicaciones de Instagram experimentaron dudas sobre su obra de arte. Como resultado, su autoestima personal disminuyó. En general, los investigadores enfatizaron el impacto de los "Me gusta" entre los usuarios de las redes sociales y concluyeron que el botón Me gusta es más que una buena calificación, sino una aprobación personal.

## La necesidad de Pertenencia

### Pertenencia
La pertenencia es la experiencia personal de estar involucrado en un sistema o grupo. Hay dos componentes principales de la pertenencia: la sensación de ser valorado o necesitado en el grupo y el encaje en el grupo. Se dice que el sentido de pertenencia proviene de las teorías del apego. Neubaum y Kramer (2015) afirman que los individuos con un mayor deseo de formar vínculos tienen una mayor necesidad de pertenencia a un grupo.
Roy Baumeister y Mark Leary discutieron la teoría de la necesidad de pertenecer en un artículo de 1995. Discuten los fuertes efectos de la pertenencia y afirmaron que los humanos tienen un "deseo básico de formar vínculos sociales". Sin contactos sociales, se nos niegan las emociones y somos más propensos a desarrollar enfermedades físicas y psicológicas en el futuro. En 2010, Judith Gere y Geoff MacDonald encontraron inconsistencias en la investigación realizada sobre este tema e informaron hallazgos actualizados. La investigación aún respaldaba que la falta de interacciones sociales conduce a resultados negativos en el futuro. Cuando no se cumplían estas necesidades, la vida diaria de un individuo parecía verse afectada negativamente. Sin embargo, las preguntas sobre los problemas interpersonales de un individuo, como la sensibilidad y la autorregulación, todavía parecen ser desconocidas. En el mundo actual, las redes sociales pueden ser el medio en el que se cumple la teoría de la necesidad de pertenencia para los individuos.

### Percepción de proximidad social
Cada día, los sitios de redes sociales como Facebook, Twitter, etc. se actualizan con información sobre la vida personal y las actividades de la gente. Esto crea la impresión de estar conectado con alguien sin comunicarse realmente con él. Las contribuciones a las redes sociales incluyen dar "me gusta" y comentar las publicaciones, actualizar los estados, tuitear, publicar imágenes y vídeos, etc.
Sesenta usuarios de Facebook fueron reclutados en un estudio realizado por Neubaum y Kramer (2015) para participar en una serie de cuestionarios, pasar diez minutos en Facebook y luego completar una percepción posterior con respecto a Facebook y un cuestionario de estado emocional. Estos individuos percibieron más cercanía social en Facebook que lleva a mantener relaciones. Las personas con una mayor necesidad de pertenencia también confiaron en Facebook, pero en mensajes más privados. Esto permitió a estas personas pertenecer a un entorno de uno a uno o de una manera más personal con un grupo de miembros que son más importantes para ellos. Los usuarios activos de Facebook, las personas que publicaban y contribuían a su suministro de noticias, tenían un mayor sentido de cercanía social, mientras que los usuarios pasivos de Facebook, que solo veían publicaciones y no contribuían al suministro de noticias, tenían un menor sentido de cercanía social. Estos resultados sugieren que la cercanía social y la pertenencia a una red social están determinadas por las interacciones y el estilo de uso del individuo.

### Membresía de grupo
Una investigación realizada por Cohen y Lancaster (2014), se pidió a 451 personas que completaran una encuesta en línea. Los resultados indican que las interacciones y el estilo de uso de un individuo influyen en la cercanía social y la pertenencia a la red social. Se encontraron diferentes reacciones emocionales al programa en todas las plataformas de redes sociales debido a los hashtags del programa específico. Estas reacciones emocionales se debieron a ciertas partes del programa, reacciones a los personajes y comentarios sobre el programa en general. De esta manera, las redes sociales mejoraron las interacciones sociales de las personas como si estuvieran viendo televisión cara a cara. Las personas con altas necesidades de pertenencia pueden utilizar las redes sociales para participar en interacciones sociales con regularidad, en un sentido más amplio (Cohen & Lancaster, 2014). Las redes sociales tienen la tendencia de hacer que las personas se vuelvan virales de la noche a la mañana y no siempre en su mejor interés. Especialmente casos como el de una mujer de Pakistán que se convirtió en un meme en Pakistán de la noche a la mañana y fue abandonada por su comunidad . La relación entre lo virtual y lo real está estrechamente entrelazada y tiene un efecto directo y, en ciertos casos, devastador en las relaciones de las personas y su pertenencia a sus grupos.